# Anna Sroka-Hryń
Anna Sroka-Hryń (ur. 4 lipca 1977 w Rzeszowie) – polska aktorka teatralna, filmowa i dubbingowa oraz piosenkarka.
W 2000 ukończyła studia w Akademii Teatralnej w Warszawie, w 2013 roku zdobyła stopień doktora sztuki, a w 2023 roku uzyskała habilitację na tej samej uczelni.

## Teatr

### Aktorstwo
| Rok  | Tytuł                                                                             | Rola                                         | Reżyser                                          | Teatr                                                          |
| ---- | --------------------------------------------------------------------------------- | -------------------------------------------- | ------------------------------------------------ | -------------------------------------------------------------- |
| 1999 | Dziady zbliżenia                                                                  | Dziewczyna Guślarka                          | Maciej Prus                                      | Akademia Teatralna w Warszawie                                 |
| 2000 | Rosyjski dramat                                                                   | Tatiana Iwanowna                             | Igor Gorzkowski                                  | Studio Teatralne Koło                                          |
| 2000 | Dwaj panowie z Werony                                                             | Julia                                        | Piotr Cieplak                                    | Akademia Teatralna w Warszawie                                 |
| 2000 | Mewa                                                                              | Nina Zarieczna                               | Agnieszka Glińska                                | Akademia Teatralna w Warszawie                                 |
| 2000 | Strona zakwitających dziewcząt                                                    | Anna                                         | Igor Gorzkowski                                  | Studio Teatralne Koło                                          |
| 2000 | Odlot w czasie                                                                    | Joanna D’Arc, Fidel Castro, Kmicic, Hippiska | Włodzimierz Kaczkowski                           |                                                                |
| 2001 | Kopciuszek                                                                        | Piękna Bylinda                               | Karol Stępkowski                                 | Teatr Komedia                                                  |
| 2002 | Miłość do trzech pomarańczy                                                       |                                              | Igor Gorzkowski                                  | Studio Teatralne Koło                                          |
| 2002 | Piaf                                                                              | Édith Piaf                                   | Jan Szurmiej                                     | Teatr im. Wandy Siemaszkowej w Rzeszowie                       |
| 2003 | Absolutnie off show                                                               | Bisia                                        | Igor Gorzkowski                                  | Studio Teatralne Koło                                          |
| 2003 | Kształt rzeczy                                                                    | Evelyn                                       | Tomasz Man                                       | Teatr im. Wandy Siemaszkowej w Rzeszowie                       |
| 2005 | Fioletowa Krowa                                                                   |                                              | Edward Wojtaszek                                 | Teatr Nowy Praga                                               |
| 2005 | Odjazd                                                                            | Mariola                                      | Fred Apke                                        | Teatr Rozrywki                                                 |
| 2005 | Taksówka                                                                          |                                              | Igor Gorzkowski                                  | Studio Teatralne Koło                                          |
| 2005 | Peer Gynt                                                                         |                                              | Marek Pasieczny                                  | Teatr Montownia                                                |
| 2006 | West Side Story                                                                   | Anita                                        | Laco Adamík                                      | Teatr Rozrywki                                                 |
| 2006 | Lovv                                                                              | Babben                                       | Marek Pasieczny                                  | Teatr Montownia                                                |
| 2006 | RENT                                                                              | Maureen Johnson                              | Ingmar Villqist                                  | Teatr Rozrywki                                                 |
| 2007 | Kopciuszek                                                                        | Piękna Bylinda                               | Karol Stępkowski                                 | Teatr Bajka w Warszawie                                        |
| 2007 | Życie towarzyskie i uczuciowe                                                     | Ewa Stoll                                    | Mateusz Bednarkiewicz                            | Teatr Nowy Praga                                               |
| 2007 | George & Ira Gershwin                                                             | Ona                                          | Jan Szurmiej                                     | Teatr im. Wandy Siemaszkowej w Rzeszowie                       |
| 2008 | Przygoda fryzjera damskiego                                                       | Fałszywa Ivet                                | Łukasz Czuj                                      | Teatr Rozrywki                                                 |
| 2008 | Anty-szanty                                                                       |                                              | Jerzy Satanowski                                 | Teatr Atelier im. Agnieszki Osieckiej w Sopocie                |
| 2008 | Lady Day                                                                          | Billie Holiday                               | Natalia Babińska                                 | Teatr Rozrywki                                                 |
| 2009 | Jedną ręką                                                                        | Ta Co Ma Bronić Ojca                         | Anna Smolar                                      | Teatr Studio im. Stanisława Ignacego Witkiewicza               |
| 2010 | Kobieta z widokiem na taras                                                       |                                              | Stanisław Tym                                    | Teatr Polonia                                                  |
| 2011 | Tuwim dla dorosłych                                                               |                                              | Jerzy Satanowski                                 | Teatr Muzyczny „Roma”                                          |
| 2011 | Starucha                                                                          |                                              | Igor Gorzkowski                                  | Teatr Ochoty w Warszawie                                       |
| 2012 | Stróż Niebieski, czyli kolędy anielskie, dialogi rajskie i życzenia do spełnienia |                                              | Jacek Bończyk                                    |                                                                |
| 2013 | Edith i Marlene                                                                   | Édith Piaf                                   | Márta Mészáros                                   | Mazowiecki Teatr Muzyczny                                      |
| 2013 | Fale                                                                              | Susan                                        | Agnieszka Błońska                                | Teatr Ochoty w Warszawie                                       |
| 2013 | Miasteczko Harmider                                                               | Harcerka                                     | Ewa Konstancja Bułhak                            | Narodowe Centrum Kultury                                       |
| 2013 | Całujcie mnie wszyscy w odbiornik                                                 | Redaktor                                     | Jerzy Satanowski                                 | Teatr Muzyczny „Roma”                                          |
| 2013 | Proces                                                                            |                                              | Jakub Szydłowski                                 | Teatr Muzyczny „Roma”                                          |
| 2015 | Młynarski obowiązkowo! Śpiewany autoportret na aktorów i orkiestrę                |                                              | Jacek Bończyk                                    | Teatr 6. piętro                                                |
| 2015 | Lady Day w Emerson Bar and Grill                                                  | Billie Holiday                               | Natalia Babińska                                 | Teatr Muzyczny w Toruniu                                       |
| 2015 | Mamma Mia!                                                                        | Donna Sheridan                               | Wojciech Kępczyński                              | Teatr Muzyczny „Roma”                                          |
| 2015 | Alicja w Krainie Czarów                                                           | Papuga, Gąsienica, Królowa Kier              | Cezary Domagała                                  | Teatr Muzyczny „Roma”                                          |
| 2016 | Triatlon                                                                          |                                              | Adam Nalepa/Anna Wieczur-Bluszcz/Igor Gorzkowski | Teatr Ochoty w Warszawie                                       |
| 2016 | Księżycowy chłopiec                                                               | Leonie / Pani Pradonet / Edith               | Igor Gorzkowski                                  | Koprodukcja Teatru Ochoty i Gdańskiego Teatru Szekspirowskiego |
| 2018 | Café Luna                                                                         | Agrado                                       | Anna Wieczur-Bluszcz                             | Teatr Polonia                                                  |
| 2019 | Wojna/Krieg/Milkhome – Pieśni dla pokoju                                          |                                              | André Hübner-Ochodlo                             | Teatr Atelier im. Agnieszki Osieckiej w Sopocie                |
| 2022 | Company                                                                           | Susan                                        | Michał Znaniecki                                 | Warszawska Opera Kameralna                                     |

### Reżyseria
| Rok  | Tytuł                | Teatr                                                                |
| ---- | -------------------- | -------------------------------------------------------------------- |
| 2016 | Bal w operze         | Teatr Collegium Nobilium                                             |
| 2017 | Jednego serca        | Teatr Collegium Nobilium                                             |
| 2018 | Lunapark             | Teatr Collegium Nobilium, od 2022 roku Teatr Narodowy                |
| 2019 | Huśtawka             | Och-Teatr                                                            |
| 2019 | Sen nocy letniej     | Teatr Collegium Nobilium                                             |
| 2019 | A planety szaleją... | Teatr Collegium Nobilium, od 2021 roku Teatr Współczesny w Warszawie |
| 2021 | Prawiek i inne czasy | Teatr Collegium Nobilium                                             |
| 2023 | Z ręką na gardle     | Teatr Collegium Nobilium, Teatr Współczesny w Warszawie              |

### Teatr Polskiego Radia
| Rok  | Tytuł                           | Postać                          | Reżyseria            |
| ---- | ------------------------------- | ------------------------------- | -------------------- |
| 2012 | Marlon Story                    | Maria                           | Dariusz Dunowski     |
| 2014 | Exodus                          | Księżniczka                     | Tomasz Man           |
| 2016 | Lento rubato                    | Natalia Gołębiowska, reporterka | Anna Wieczur-Bluszcz |
| 2016 | Hamlet                          | Gertruda                        | Anna Wieczur-Bluszcz |
| 2017 | Ogrody chwały                   | Karen Falkner                   | Grzegorz Kwiecień    |
| 2017 | Wiewiórka                       | Błyskawica                      | Anna Wieczur-Bluszcz |
| 2018 | Tagibile (Dotykalne). RadiOpera | Gabardyna                       | Anna Wieczur-Bluszcz |

## Filmografia
- 2020: Nieobecni – Paulina Kowalska (odc. 5, 6)
- 2018: Diagnoza – adwokatka Marty (odc. 20, 26)
- 2013: Na dobre i na złe – Sylwia, kobieta znęcająca się nad swoim mężem (odc. 517)
- 2011: Lęk wysokości – pielęgniarka w szpitalu psychiatrycznym
- 2010: Koniec świata (etiuda szkolna) – Marta
- 2009: Idealny facet dla mojej dziewczyny – kursantka krav maga
- 2009: Wszystkie małe kłamstwa Anny – Ada
- 2008: Doręczyciel – sekretarka (odc. 4)
- 2007: Regina – współwięźniarka Reginy
- 2006: Faceci do wzięcia – Madzia Piekarczyk (odc. 8)
- 2006: Oficerowie – Iza, żona Darka (odc. 4)
- 2005: Boża podszewka II – uczennica
- 2004: Długi weekend – redaktorka Aldona
- 2003: Sąsiedzi – Anita Szymuś (odc. 20)
- 2002: Kanał – Anka
- 2001–2002: Marzenia do spełnienia – ekspedientka w sklepie jubilerskim
- 2001: Kasia i Tomek – koleżanka Kasi ze studiów Gosia
- 2001: Miodowe lata – tancerka (odc. 86)

## Muzyka
Na stałe koncertuje z własnymi recitalami:
- Ale... i nie tylko (piosenki Édith Piaf):
  - fortepian – Urszula Borkowska,
  - akordeon – Klaudiusz Baran,
  - kontrabas – Wojciech Gumiński/Mateusz Dobosz,
  - flet, saksofony – Marcin Świderski,
- Ulica, która płyną moje obie dłonie (koncert piosenek z repertuaru Ewy Demarczyk z muzyką Zygmunta Koniecznego i Andrzeja Zaryckiego):
  - fortepian, aranżacje – Urszula Borkowska,
  - skrzypce – Justyna Baran,
  - akordeon – Klaudiusz Baran,
  - saksofony – Marcin Świderski,
  - kontrabas – Wojciech Gumiński/Mateusz Dobosz,
  - instrumenty perkusyjne – Piotr Maślanka,
- Vintage (program piosenek przedwojennych):
  - fortepian, aranżacje – Urszula Borkowska,
  - kontrabas – Wojciech Gumiński/Mateusz Dobosz,
  - flet, klarnet, saksofon – Marcin Świderski,
  - perkusja – Marcin Słomiński,
- TanGO! (recital zawierający tanga klasyczne i współczesne),
- Najpiękniejsza – Moja ballada (recital z piosenkami Agnieszki Osieckiej):
  - fortepian – Jakub Lubowicz,
  - skrzypce – Dawid Lubowicz,
  - gitara basowa – Marcin Murawski,
  - perkusja – Fryderyk Młynarski,
  - gitara – Artur Gierczak,
- Recital z piosenkami z repertuaru Billie Holiday:
  - fortepian – Włodzimierz Nahorny.

Koncertowała także z zespołem Machina del Tango, gdzie śpiewała tanga.
Wykładała interpretację piosenki w ZPSM im. F. Chopina oraz w Wyższej Szkole Komunikowania i Mediów Społecznych im. J. Giedroycia w Warszawie na Wydziale Aktorskim. Obecnie jest wykładowczynią Akademii Teatralnej im. Aleksandra Zelwerowicza w Warszawie na Wydziale Aktorskim.
Wraz z Urszulą Borkowską założyła grupę wokalna AleBabki – finalistki konkursu „Pamiętajmy o Osieckiej” w 2005 roku.
29 października 2022 roku odbyła się premiera jej debiutanckiej płyty „Najpiękniejsza”, będącej hołdem dla twórczości Agnieszki Osieckiej. W nagraniu płyty udział wzięli: Jakub Lubowicz (fortepian), Dawid Lubowicz (skrzypce), Fryderyk Młynarski (perkusja), Artur Gierczak (gitara) i Marcin Murawski (gitara basowa).

## Dubbing

### Filmy i seriale
- 2017: My Little Pony: Film – Tempest Shadow
- 2016: Batman v Superman: Świt sprawiedliwości – Wonder Woman
- 2015: W głowie się nie mieści – Reżyser
- 2015: The Returned – Nikki Banks
- 2014: Niech żyje król Julian – Żaneta
- 2014: Pan Peabody i Sherman:
  - Maria Antonina,
  - Mona Lisa
- 2014: Listonosz Pat i wielki świat – Nisha
- 2014: Karol, który został świętym – Teresa
- 2014: Kapitan Szablozęby i skarb piratów – Frida
- 2014: Winx Club: Tajemnica morskich głębin – Griselda
- 2014:  BoJack Horseman – Princess Carolyn
- 2013: Astro-małpy
- 2013: Minionki rozrabiają – Shannon
- 2013: Hotel 13 – Ruth
- 2012: Totalna Porażka: Zemsta Wyspy – Dakota
- 2012: Merida Waleczna
- 2011: My Little Pony: Przyjaźń to magia – gryf Gilda (odc. 5)
- 2011: Bąbelkowy świat gupików – Gill
- 2011: Abby i latająca szkoła wróżek
- 2011: Scooby Doo i Brygada Detektywów – Greta Gator (odc. 2)
- 2011: Hop
- 2011: Rango
- 2011: Księżycowy miś
- 2011: Akwalans – Małżosia
- 2010: Shrek Forever:
  - Pączuś,
  - Żorżeta
- 2010: Tajemnice domu Anubisa – Daphne Andrews
- 2010: Safari 3D – Angie
- 2010: Totalna Porażka w trasie – Sierra
- 2010: Ben 10: Ultimate Alien:
  - Sandra Tennyson,
  - Mama Wredziak
- 2010: Pokémon Czerń i biel:
  - Delia Ketchum,
  - Kontakt Zespołu R
- 2010: Hot Wheels: Battle Force 5 – Agura
- 2010: Mass Effect 2 – Rana Thanoptis
- 2010: Zakochany wilczek
- 2008: Camp Rock – Connie Torres
- 2008: Kudłaty zaprzęg – Pani Mittens
- 2008: Słoneczna Sonny
- 2008: Dzielny Despero
- 2008: Czarodzieje z Waverly Place – Cindy Van Heusen (odc. 44-45)
- 2007: Most do Terabithii – pani Edmunds
- 2007: Pokémon: Wymiar walki:
  - Jedno z dzieci (odc. 2),
  - Starsza pani (odc. 4)
- 2007: Chowder
- 2006: Hannah Montana – Ciocia Dolly
- 2006–2007: Lola i Virginia – Haide
- 2006–2007: Bratz – Sasha
- 2006: Kapitan Flamingo:
  - Rutger,
  - Pajęczyca (odc. 2b),
  - Kirsten (odc. 29b),
  - Druhna
- 2006: Wymiennicy – pani Ozborne
- 2005–2008: Ben 10 – Ksylena (odc. 39)
- 2005: Nowe szaty króla 2 – śpiew piosenki
- 2005: Harcerz Lazlo – Sheldon
- 2005: Ufolągi – Gabi
- 2005: Karol. Człowiek, który został papieżem
- 2005: B-Daman – Berkhart
- 2005: Podwójne życie Jagody Lee – Ofelia Ramírez
- 2005: Nie ma to jak hotel – Carey
- 2004–2007: 6 w pracy – Jen Masterson
- 2004–2007: Kod Lyoko – Yumi Ishiyama
- 2004: Terminal
- 2004: Dom dla Zmyślonych Przyjaciół pani Foster – Głupek
- 2004: Gwiezdne jaja: Część I – Zemsta świrów – Bara-Bara
- 2004: Brenda i pan Whiskers:
  - Cheryl,
  - Meryl
- 2004: Nascar 3D:
  - Fanka #7,
  - Chandra
- 2004: Wygraj randkę – Cathy Feele
- 2004: Wymiar Delta – Maria Ragnar
- 2004: Żony ze Stepford
- 2004: Troskliwe misie – Podróż do krainy Chichotów – Miluś
- 2003–2004: Zakręceni gliniarze – Roberta
- 2003–2004: Johnny Bravo
- 2003: Dzieci pani Pająkowej ze Słonecznej Doliny
- 2003: 101 dalmatyńczyków II. Londyńska przygoda
- 2003: Old School: Niezaliczona – Lara
- 2003: Kod Lyoko – Yumi
- 2003: El Cid – legenda o mężnym rycerzu – Urraca
- 2003: Xiaolin – pojedynek mistrzów – Wuya
- 2003–2005: Młodzi Tytani:
  - Kometa (odc. 2),
  - Gizmo (odc. 3, 11, 22),
  - Dyrektorka Roju (odc. 3),
  - Kosmitka (odc. 20)
- 2002–2008: Kryptonim: Klan na drzewie – Cree
- 2002–2004: Fillmore na tropie – Dawn S. Folsom
- 2002: Beyblade V-Force
- 2002: Mistrzowie kaijudo
- 2002: Śnięty Mikołaj 2
- 2001–2003: Strażnicy czasu – Sheila
- 2001–2003: Aparatka – Genesis (odc. 44)
- 2001: Spirited Away: W krainie bogów
- 2000−2003: X-Men: Ewolucja – Ruda
- 2000: George Niewielki
- 2000: Kruche jak lód: Walka o złoto
- 2000: Pełzaki w Paryżu
- 1996: Kopciuszek – macocha
- 1996–1998: Mała księga dżungli – Bagheera
- 1994–1995: Aladyn – Eden
- 1991-2004: Pełzaki – Tommy
- 1990: Filiputki
- 1987: Wielka ucieczka Misia Yogi – Bazy

### Gry
- 2016: Elex – Zołza
- 2016: Overwatch – Trupia Wdowa
- 2015: Heroes of the Storm – Tyrande
- 2015: Might & Magic: Heroes VII – Murazel
- 2015: StarCraft II: Legacy of the Void – Rohana
- 2014: Diablo III: Reaper of Souls – Raissa
- 2014: Hearthstone: Heroes of Warcraft:
  - Gorliwa kapłanka,
  - Sukkub
- 2012: Risen 2: Mroczne wody – Sophia
- 2012: XCOM: Enemy Unknown
- 2011: The Elder Scrolls V: Skyrim:
  - Atahbah,
  - Khayla,
  - Ahkari,
  - Zaynabi,
  - Ra’zhinda
- 2011: Auta 2 – Liliana Lifting
- 2010: Mass Effect 2:
  - Reklama ''Baru pod ciemną gwiazdą'',
  - Kalara Tomi,
  - Złodziejka Asari,
  - Rana Thanoptis,
  - Deleia Sanassi,
  - Asari
- 2009: League of Legends – Ahri
- 2008: Mirror’s Edge – Celeste
- 2006: Dreamfall: The Longest Journey:
  - Olivia,
  - „Sekretarka” Jivy
- 2006: Tom Clancy’s Splinter Cell: Double Agent – Enrica Villablanca
- 2005: Prince of Persia: Dwa trony – Farah
- 2005: Chłopaki nie płaczą:
  - Antyglobalistka
  - Dziewczyna od kawy
- 2005: Still Life – Victoria McPherson
- 2005: Harry Potter i Czara Ognia
- 2004: The Bard’s Tale: Opowieści barda:
  - Walkiria,
  - Wiedźma,
  - Łotrzyca,
  - Caitir,
  - Maeve,
  - Uchodźca z Finstown
- 2003: IGI 2: Covert Strike – major Rebecca Anya
- 2001: Scooby-Doo: Strachy na lachy – Maria Hernandez

## Nagrody i wyróżnienia
- Laureatka siódmej edycji konkursu Teatralnej Nagrody Muzycznej im. Jana Kiepury – w kategorii najlepsza śpiewaczka (ex aequo: Iwona Socha z Opery Krakowskiej). Statuetkę Teatralnej Nagrody Muzycznej im. Jana Kiepury wręczono 16 maja 2013.
- Laureatka Nagrody Artystycznej „Złota Maska” Marszałka Województwa Śląskiego Janusza Moszyńskiego za rok 2006 w kategorii „rola wokalno-aktorska” za rolę w spektaklu „Rent” Jonathana Larsona w reżyserii Ingmara Villqista. Nagroda została przyznana 26 marca 2007.
- W czerwcu 2006 roku aktorka otrzymała nagrodę im. Jana Świderskiego Sekcji Teatrów Dramatycznych Związku Artystów Scen Polskich w XII Ogólnopolskim Konkursie na Wystawienie Polskiej Sztuki Współczesnej organizowany przez Ministerstwo Kultury i Dziedzictwa Narodowego przy współudziale Teatru Narodowego i ZASPu za rolę w spektaklu „Taksówka” Igora Gorzkowskiego.
- Finalistka wrocławskiego Przeglądu Piosenki Aktorskiej 2003 oraz laureatka III nagrody i I nagrody dziennikarzy Wybrzeża w VI edycji konkursu „Pamiętajmy o Osieckiej” (2003).
- W 2003 roku Rektor Akademii Teatralnej przyznał Annie Sroce Nagrodę im. Janiny Nowickiej-Prokuratorskiej i Stanisława Prokuratorskiego „za twórcze osiągnięcia i postawę umacniającą etos artysty”.